# Dermott
Dermott är en ort i Chicot County i Arkansas. Orten fick sitt namn efter bosättaren Charles McDermott. Dermott hade 2 021 invånare enligt 2020 års folkräkning. Jordbruksnäringen var först den viktigaste för Dermott. Järnvägen hade stor betydelse för Dermotts tillväxt och så småningom fick timmerindustrin den tyngsta betydelsen för ortens ekonomi. Efter att timmerindustrin lämnade Dermott, återgick man till en jordbruksdriven ekonomi.